# Diebach (Ingelfingen)
Diebach ist ein Teilort von Ingelfingen im Hohenlohekreis. Er befindet sich im Tal des Langenbaches, eines Zuflusses des Kochers. Die Gemarkungsfläche beträgt 279 ha.

## Geschichte
Der Ort wurde im Jahre 1316 erstmals erwähnt. Es gab ein Niederdiebach, Unterdiebach sowie ein dazugehöriges Oberdiebach, dieses lag südöstlich des Dorfes auf der Gemarkung Diebsäcker. Der dort bestehende Weiler wurde aufgegeben und existierte 1703 nicht mehr. Die Einwohnerzahl im Jahre 1703 lag bei 110 Einwohnern. Zu dieser Zeit wurde auch etwas Weinbau betrieben. Ab dem Mittelalter war Diebach eine Filialgemeinde der Pfarrei Crispenhofen. Im Jahre 1593 verfügte der Abt von Schöntal als damaliger Ortsherr die Zuordnung zu seiner katholischen Patronatspfarrei Westernhausen. Die Kirche wurde damals jedoch vom näher gelegenen Sindeldorf aus betreut, wohin die Jugend auch zur Schule ging. Die auf einem Hügel über dem Dorf liegende Pfarrkirche St. Joseph wurde 1716/1717 errichtet. 1939 wurden 197 Einwohner gezählt, Ende 1945 waren es 212.
Am 1. Januar 1972 wurde Diebach nach Ingelfingen eingemeindet.

## Bauwerke und Sehenswertes
- Katholische Pfarrkirche St. Joseph, errichtet 1716/17
- Diebacher See
- Dorfgemeinschaftshaus
- Hohle Eiche an der Hohen Straße zwischen Diebach und Eberstal